# Сельская новь (газета)
«Сельская новь» — газета городского округа Лотошино Московской области, издаваемая с 14 февраля 1931 года. Изначально носила название «За ленинизм».

## История
14 февраля 1931 был опубликован первый номер районной газеты «За ленинизм». Сергей Алексеевич Куликов из села Микулина-Городище был назначен ее редактором. В 1933 году редакция газеты состояла из редактора, заместителя редактора и литсотрудника. В конце 1930-х годов главой редакции «За ленинизм» был Евгений Иванович Руднев. Перед началом войны этот пост занимал Петр Романович Туманов. В 1940-х годах в этом же районе вышло несколько номеров другой газеты с таким же названием.
В 1940 году работала выездная редакция.
После того, как район был освобожден от захватчиков, типография и редакция газеты расположились в деревне Новошине на территории частного дома. Газета набиралась и печаталась вручную. В то время издание выходило на двух полосах (с 1 июля 1954 года газета стала печататься на 4 полосах).
В 1948 году редакцию газеты возглавил И. Ф. Николаев. Редакция газеты располагалась в Лотошино. В это время в газете работали: А. К. Лобанов, А. М. Главнов, Л. С. Леонова, Н. В. Кулаченков. 11 сентября 1956 года редактором стал Владимир Кузьмич Беденко. В скором времени в редакции появились люди, которые занимались подготовкой радиопередач.
В середине 1950-х годов в газете появился сатирический выпуск «Колотилка», который выходил раз в неделю. В основном над этим выпуском работал Александр Михайлович Главнов. Под его руководством вышло около 150 выпусков. В июле 1959 года редактором стал Владимир Леонтьевич Кроваткин. Осенью 1960 года в газете появилась «Литературная страница».
В мае 1962 года газета прекратила свою работу на три года и стала печататься вновь в апреле 1965 года в Лотошинском районе под новым названием «Сельская новь». Редактором стал Александр Кириллович Лобанов. В редакции работали А. М. Главнов, Ю. В. Лаврунов, Н. В. Кулаченков, М. С. Лебедев. М. С. Лебедев руководил газетой с 1984 по 2004 год.
С января 2004 года редактором стал Алексей Алексеевич Леонов. Появились тематические страницы: «Природа и люди», «Человек и закон», «Юность», «Народный контроль — в действии». В 2006—2011 годах редактором была Анна Александровна Останина.
По состоянию на 2006 год тираж газеты составляет 2500 экземпляров.
В 2023 году газета вошла в состав ГАУ МО Издательский дом "Подмосковье". Главным редактором издания стал Илья Попов.